# Trachyoribates chinensis
Trachyoribates chinensis är en kvalsterart som beskrevs av Noriaki Fukuyama och Aoki 2000. Trachyoribates chinensis ingår i släktet Trachyoribates och familjen Haplozetidae. Inga underarter finns listade i Catalogue of Life.